# Iuri Kolomits
Iuri Sergeievitx Kolomits (Юрий Сергеевич Коломыц en rus; nascut el 30 d'abril de 1979) és un jugador de futbol professional rus, que actualment juga al FK Xakhtor Soligorsk.